# John Vanbrugh
John Vanbrugh, född 24 januari 1664 i London, död 26 mars 1726 i London, var en brittisk arkitekt och lustspelsförfattare. 

## Biografi
Vanbrugh fick sin uppfostran i Frankrike, kom vid 20 års ålder till London och var en tid officer. Han representerar barockstilen i yppig, men tung form. Hans främsta byggnadsverk är slottet Blenheim Palace (nära Woodstock i Oxfordshire). Bland hans övriga verk är slotten Castle Howard, Seaton Delaval och Grimsthorpe, en del av hospitalet i Greenwich och Haymarket-teatern. Vanbrugh adlades 1714 och utnämndes 1715 till arkitekt vid kronans byggnader. Bland Vanbrughs lustspel, som är en blandning av finare komedi och fars, märks Relapse, or virtue in danger (1697), The provoked wife (1698) och Confederacy (1705). Hans teaterstycken utgavs 1719 (flera upplagor).